# Arsenda de Carcasona
Arsenda de Carcassona, (también Arsinda o Arsinde) condesa de Carcasona y Rasez (934).

## Orígenes familiares
Única hija del conde Acfredo I de Aquitania.

## Títulos nobiliarios
A la muerte sin hijos de su hermano, Acfredo II de Carcasona, Arsenda recibió el Condado de Carcasona, por ser nieta de Acfredo I de Carcasona. Aquel año renunciará al título en favor de su marido, Arnau I de Cominges, que reunirá así los condados de Cominges, Carcasona y Rasez, inaugurando la nueva dinastía de Cominges y terminando con los bellónidas descendientes de Bellón Conde de Carcasona en 790.

## Descendencia
Del matrimonio entre Arsenda y Arnau nacieron seis hijos:
- Roger I de Carcasona (?-1011), conde de Cominges, Coserans y conde de Carcasona,
- Odón I de Razès, conde de Razès
- Ramón I de Cominges (?-979), conde de Cominges
- Luís de Cominges.
- García I d'Aura, conde de Aura
- Ameli Simplici de Cominges (?-997), conde de Cominges

| Predecesor: Acfredo II de Carcasona | Condado de Carcasona | Sucesor: Roger I de Carcasona |

- Datos: Q18213978